# Festival Eurovisão da Canção 1972
O Festival Eurovisão da Canção 1972 (em inglês: Eurovision Song Contest 1972 e em francês: Concours Eurovision de la chanson 1972) foi o 17º Festival Eurovisão da Canção realizou-se em 25 de março de 1972 em Edimburgo, Escócia, no Reino Unido. Esta foi a única vez que o certame se realizou na Escócia. Moira Shearer foi a apresentadora do concurso O Festival foi ganho por Vicky Leandros que representou o Luxemburgo com a canção "Après Toi" (Depois de Ti).
O Mónaco vencedor do Festival Eurovisão da Canção 1971 foi incapaz de realizar o evento, cabendo ao Reino Unido a tarefa de produzir mais um festival. O Reino Unido pela primeira vez, escolheu um lugar fora da Inglaterra.
A Irlanda pela primeira e única vez enviou uma canção interpretada em língua irlandesa. Das outras vezes foi sempre em língua inglesa.
Yves Desca foi o escritor das canções vencedoras de 1971 e 1972, tornando-se a primeira pessoa a vencer por dois países diferentes e também a primeira a vencer duas vezes seguidas.

## Local

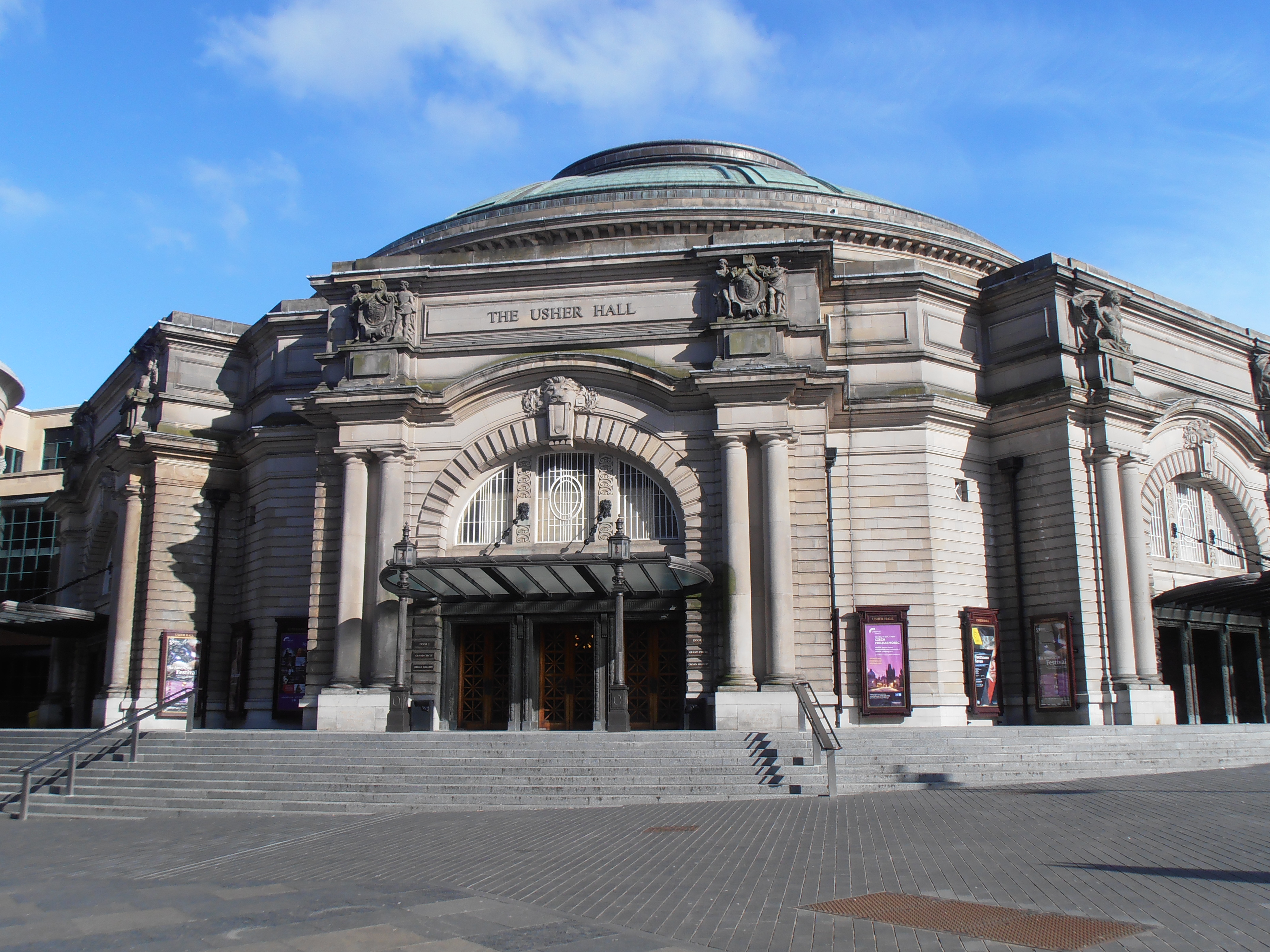
O Usher Hall, em Edimburgo, na Escócia, no Reino Unido.

O Festival Eurovisão da Canção 1971 ocorreu em Edimburgo, na Escócia, no Reino Unido. Edimburgo, é uma cidade, capital da Escócia, no Reino Unido, com poderes próprios, situada na margem sul do estuário do rio Forth (Firth of Forth). É a capital escocesa desde 1492, sendo sede do parlamento escocês desde 1999. Edimburgo é também uma das 32 Áreas de Conselho da Escócia, subdivisão administrativa similar aos estados brasileiros, desde 1996 quando este tipo de subdivisão foi atribuída para substituir os distritos e regiões que existiam desde 1975. A cidade é dominada pelo Castelo de Edimburgo construído sobre uma rocha de origem vulcânica. Após a unificação do parlamento da Escócia com o da Inglaterra, Edimburgo perdeu  sua importância política mas permaneceu um importante centro económico e cultural. A cidade é mundialmente conhecida pelo Festival de Edimburgo que acontece durante três semanas no mês de agosto. A cidade ainda possui uma das mais prestigiadas universidades da Europa e do mundo, a Universidade de Edimburgo, pioneira na informática e gerenciamentos.
O festival em si realizou-se no Usher Hall, é uma sala de concertos, inaugurado em 1914. É o centro da vida musical da cidade. É la sede oficial do Festival de Edimburgo.

## Formato
Originalmente, os vencedores do ano anterior, o Mónaco, queriam sediar o evento de 1972 e propuseram um evento ao ar livre a ser realizado em junho de 1972, em vez de ser na primavera, como era costume. Havia também um salão adequado a ser construído, que a Radio Monte Carlo tentou acelerar. No entanto, em julho de 1971, a Radio Monte Carlo finalmente declarou que não havia condições para organizar o evento.
Sabia-se que a TVE (Espanha) e a ARD (Alemanha), como segundo e terceiro colocados de 1971, recusariam a oportunidade de realizar o concurso de 1972, e que a EBU estava "chamando alto" os voluntários. e mais uma vez a BBC decidiu aceitar o desafio de organizar o concurso. Tendo reduzido a escolha a dois locais possíveis, eles optaram por encenar o concurso pela primeira vez em Edimburgo, no Usher Hall. O Mónaco tornou-se assim o único vencedor que nunca recebeu a competição no seu solo.
O sorteio da ordem de atuação foi feito em Londres na quarta-feira, 1 de dezembro de 1971.
Os ensaios começaram com os artistas na quarta-feira, 22 de março, com cada país tendo um ensaio inicial de 50 minutos com a orquestra de 44 elementos. O concurso foi transmitido em 28 países.
A BBC gastou 81 000 libras no concurso.
Pela primeira vez, o programa chegou a cores ao emissor da RTP, em Monsanto. Era evidente que só podia ver a cores quem tivesse um televisor para o efeito: só havia 30 em Portugal.

## Visual
O design do palco incluiu uma tela para apresentar e acompanhar as atuações concorrentes no palco, e para mostrar o intervalo e a sequência de votação que foram feitas no Castelo de Edimburgo. Antes da atuação de cada país, uma imagem de cada artista, juntamente com seus nomes e o título da música, foram projetadas na tela, e durante cada apresentação, formas espirais animadas foram projetadas como efeito visual adicional. O conjunto foi desenhado por Brian Trediggen. Os jurados estavam localizados na segurança do castelo e assistiram às apresentações concorrentes em Usher Hall na TV.
A orquestra, liderada por Malcolm Lockyer e com 44 músicos, localizou-se num buraco ao pé do palco. Este último era circular e emoldurado por duas paredes em ângulos retos. As paredes eram compostas de painéis brancos alternados, aparelhos luminosos e colunas de luz. Três entradas, esquerda, centro e direita, foram tapadas por cortinas, agitadas por fãs. Durante as apresentações, a cena foi animada por jogos de sombras e luzes. Na parede à direita, figuras azuladas foram projetadas. Quanto à parede esquerda, incluía uma tela grande, que permitia apresentar os artistas e sua música.
Esta foi a primeira vez na história da competição que um ecrã foi utilizado, localizando-se à esquerda do palco.
O vídeo introdutório mostrou vários pontos turísticos de Edimburgo. A câmera então mostrou o teto da sala, depois o público. A orquestra tocou então a partitura de "Un banc, un arbre, une rue", a música vencedora do ano anterior.
Pela primeira vez desde 1970, não havia cartões postais. A câmara fez um plano na tela da parede, mostrando os rostos dos artistas e o título da música deles.
O intervalo mostrou um vídeo intitulado Tatto no Castelo de Edimburgo. Foi um desfile militar, ao som da gaita de foles, executado por oito regimentos escoceses, 5 que tiveram lugar na esplanada à entrada do Castelo de Edimburgo. O evento não foi gravado especificamente para o concurso: os produtores simplesmente reutilizaram um arquivo de vídeo de 1968.

## Votação
Cada país enviou dois membros do júri, um com mais de 25 anos e o outro com menos de 25 anos (com pelo menos dez anos de diferença entre as idades), com ambos a pontuar cada país (exceto o seu próprio) com uma pontuação entre 1 e 5 pontos. O júri ficou instalado no Castelo de Edimburgo, alegadamente, para evitar fraudes no voto.
O supervisor no local delegado pela EBU foi Clifford Brown, que repetia cada vez em inglês o número de votos e o total de votos para cada país.
Durante a votação, a câmera fez vários close-ups dos artistas. Em particular, Vicky Leandros, Sandra Reemer, The New Seekers, Carlos Mendes, Véronique Müller e Beatrix Neundlinger apareceram.
1972 foi também o primeiro ano em que não ocorreu empates na votação.

## Participações individuais
Predefinição:Participações Individuais ESC1972

## Participantes

Países participantes

| País            | Título original da Canção            | Artista                           | Processo                                        | Data da Selecção        |
| País            | Tradução em Português                | Idiomas de Interpretação          | Processo                                        | Data da Selecção        |
| --------------- | ------------------------------------ | --------------------------------- | ----------------------------------------------- | ----------------------- |
| Alemanha        | "Nur die Liebe läßt uns leben"       | Mary Roos                         | Ein Lied für Edinburgh 1972                     | 19 de fevereiro de 1972 |
| Alemanha        | Só o amor nos deixa viver            | Alemão                            | Ein Lied für Edinburgh 1972                     | 19 de fevereiro de 1972 |
| Áustria         | "Falter im Wind"                     | Milestones                        | Seleção interna                                 |                         |
| Áustria         | Borboleta no Vento                   | Alemão                            | Seleção interna                                 |                         |
| Bélgica         | "À la folie ou pas du tout"          | Serge & Christine Ghisoland       | Eurovision de la Chanson 1972                   | 15 de fevereiro de 1972 |
| Bélgica         | Apaixonadamente ou não de todo       | Francês                           | Eurovision de la Chanson 1972                   | 15 de fevereiro de 1972 |
| Estado espanhol | "Amanece"                            | Jaime Morey                       | Seleção interna                                 | -                       |
| Estado espanhol | Amanhece                             | Castelhano                        | Seleção interna                                 | -                       |
| Finlândia       | "Muistathan"                         | Päivi Paunu & Kim Floor           | Euroviisut 1972                                 | 29 de janeiro de 1972   |
| Finlândia       | Lembras-te                           | Finlandês                         | Euroviisut 1972                                 | 29 de janeiro de 1972   |
| França          | "Comé-Comédie"                       | Betty Mars                        | Finale nationale française 1972                 | -                       |
| França          | Vem, comédia                         | Francês                           | Finale nationale française 1972                 | -                       |
| Irlanda         | "Ceol an Ghrá"                       | Sandie Jones                      | Eurosong 1972                                   | 13 de fevereiro de 1972 |
| Irlanda         | A música do amor                     | Irlandês                          | Eurosong 1972                                   | 13 de fevereiro de 1972 |
| Itália          | "I giorni dell'arcobaleno"           | Nicola di Bari                    | Festival della Canzone Italiana di Sanremo 1972 | 26 de fevereiro de 1972 |
| Itália          | Os dias do Arco-íris                 | Italiana                          | Festival della Canzone Italiana di Sanremo 1972 | 26 de fevereiro de 1972 |
| Iugoslávia      | "Muzika i ti" (Музика и ти)          | Tereza Kesovija                   | Pjesma Eurovizije 1972                          | 12 de fevereiro de 1972 |
| Iugoslávia      | Música e Tu                          | Servo-croata                      | Pjesma Eurovizije 1972                          | 12 de fevereiro de 1972 |
| Luxemburgo      | "Après toi"                          | Vicky Leandros                    | Selecção Interna                                | -                       |
| Luxemburgo      | Depois de Ti                         | Francês                           | Selecção Interna                                | -                       |
| Malta           | "L-Imħabba"                          | Helen e Joseph                    | Festival Tal-Kanzunetta Maltija 1972            | -                       |
| Malta           | Amor                                 | Maltês                            | Festival Tal-Kanzunetta Maltija 1972            | -                       |
| Mónaco          | "Comme on s'aime"                    | Anne-Marie Godart e Peter MacLane | Seleção interna                                 | -                       |
| Mónaco          | Como nós nos amamos                  | Francês                           | Seleção interna                                 | -                       |
| Noruega         | "Småting"                            | Grethe Kausland e Benny Borg      | Melodi Grand Prix 1972                          | 19 de fevereiro de 1972 |
| Noruega         | Pequenas coisas                      | Norueguês                         | Melodi Grand Prix 1972                          | 19 de fevereiro de 1972 |
| Países Baixos   | "Als het om de liefde gaat"          | Sandra e Andres                   | Nationaal Songfestival 1972                     | 26 de fevereiro de 1972 |
| Países Baixos   | Quando tudo sobre amor               | Holandês                          | Nationaal Songfestival 1972                     | 26 de fevereiro de 1972 |
| Portugal        | "A festa da vida"                    | Carlos Mendes                     | Grande Prémio TV da Canção Portuguesa 1972      | 21 de fevereiro de 1972 |
| Portugal        | A festa da vida                      | Português                         | Grande Prémio TV da Canção Portuguesa 1972      | 21 de fevereiro de 1972 |
| Reino Unido     | "Beg, Steal or Borrow"               | The New Seekers                   | A song for Europe 1972                          | 12 de fevereiro de 1972 |
| Reino Unido     | Mendigar, Roubar ou Pedir Emprestado | Inglês                            | A song for Europe 1972                          | 12 de fevereiro de 1972 |
| Suécia          | "Härliga sommardag"                  | Family Four                       | Melodifestivalen 1972                           | 12 de fevereiro de 1972 |
| Suécia          | Bonito dia de verão                  | Sueco                             | Melodifestivalen 1972                           | 12 de fevereiro de 1972 |
| Suíça           | "C'est la chanson de mon amour"      | Véronique Müller                  | Finale suisse 1972                              | -                       |
| Suíça           | É a canção do meu amor               | Francês                           | Finale suisse 1972                              | -                       |

## Festival
| #   | País            | Idioma       | Artista                           | Canção                          | Lugar | Pontuação |
| --- | --------------- | ------------ | --------------------------------- | ------------------------------- | ----- | --------- |
| 1º  | Alemanha        | Alemão       | Mary Roos                         | "Nur die Liebe läßt uns leben"  | 3º    | 107       |
| 2º  | França          | Francês      | Betty Mars                        | "Comé-Comédie"                  | 11º   | 81        |
| 3º  | Irlanda         | Irlandês     | Sandie Jones                      | "Ceol an Ghrá"                  | 15º   | 72        |
| 4º  | Estado espanhol | Castelhano   | Jaime Morey                       | "Amanece"                       | 10º   | 83        |
| 5º  | Reino Unido     | Inglês       | The New Seekers                   | "Beg, Steal or Borrow"          | 2º    | 114       |
| 6º  | Noruega         | Norueguês    | Grethe Kausland e Benny Borg      | "Småting"                       | 14º   | 73        |
| 7º  | Portugal        | Português    | Carlos Mendes                     | "A festa da vida"               | 7º    | 90        |
| 8º  | Suíça           | Francês      | Véronique Müller                  | "C'est la chanson de mon amour" | 8º    | 88        |
| 9º  | Malta           | Maltês       | Helen e Joseph                    | "L-Imħabba"                     | 18º   | 48        |
| 10º | Finlândia       | Finlandês    | Päivi Paunu & Kim Floor           | "Muistathan"                    | 12º   | 78        |
| 11º | Áustria         | Alemão       | Milestones                        | "Falter im Wind"                | 5º    | 100       |
| 12º | Itália          | Italiana     | Nicola di Bari                    | "I giorni dell'arcobaleno"      | 6º    | 92        |
| 13º | Iugoslávia      | Servo-croata | Tereza Kesovija                   | "Muzika i ti" (Музика и ти)     | 9º    | 87        |
| 14º | Suécia          | Sueco        | Family Four                       | "Härliga sommardag"             | 13º   | 75        |
| 15º | Mónaco          | Francês      | Anne-Marie Godart e Peter MacLane | "Comme on s'aime"               | 16º   | 65        |
| 16º | Bélgica         | Francês      | Serge & Christine Ghisoland       | "À la folie ou pas du tout"     | 17º   | 55        |
| 17º | Luxemburgo      | Francês      | Vicky Leandros                    | "Après toi"                     | 1º    | 128       |
| 18º | Países Baixos   | Holandês     | Sandra e Andres                   | "Als het om de liefde gaat"     | 4º    | 106       |

### Resultados
Os países votaram em blocos de 3 (Alemanha, França e Irlanda; Espanha, Reino Unido e Noruega...). Assim, ordem de votação no Festival Eurovisão da Canção 1972, foi a seguinte:

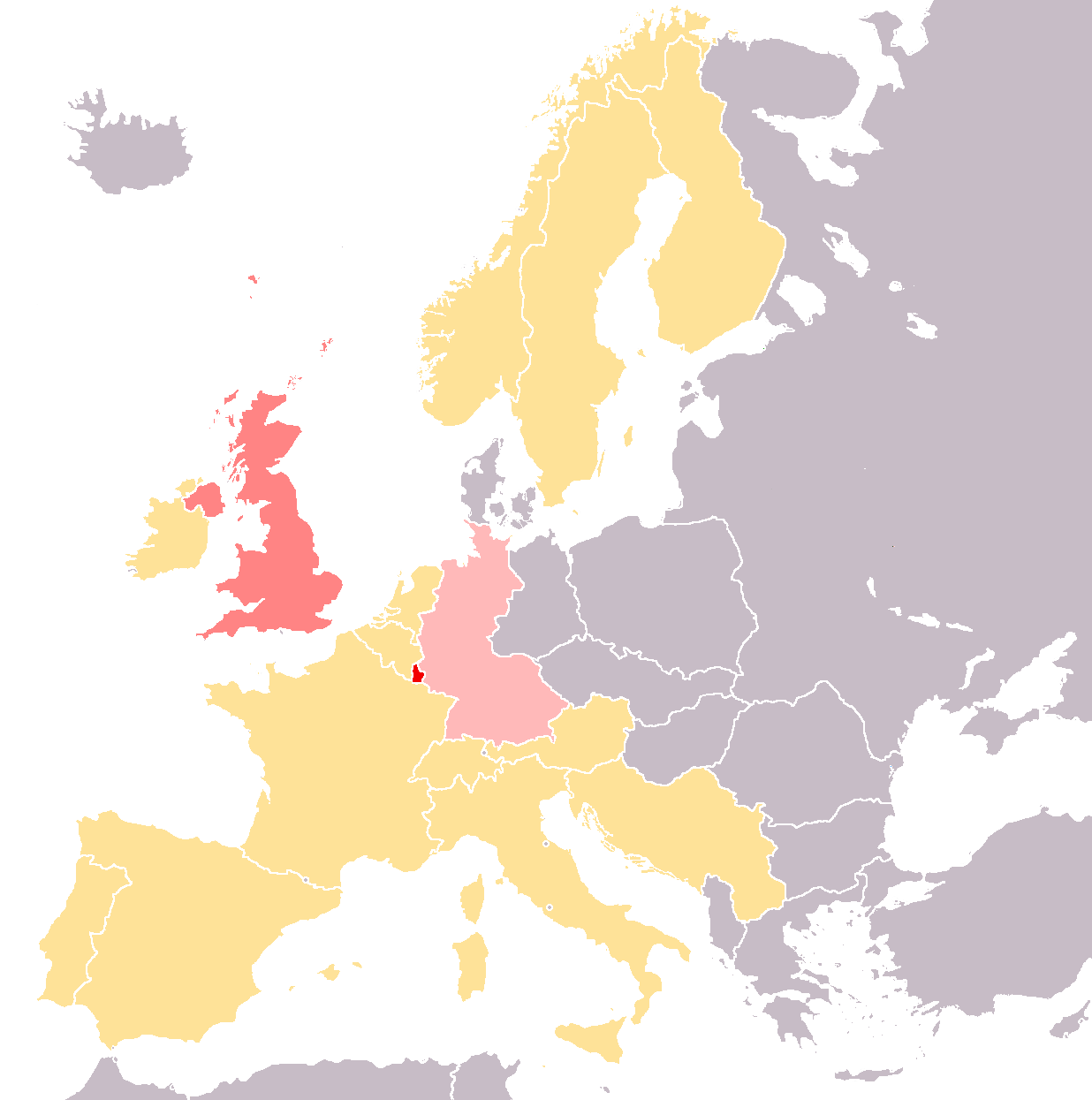
Vencedor
2º classificado
3º classificado

| Países Votantes | Países Pontuados | Países Pontuados | Países Pontuados     | Países Pontuados | Países Pontuados | Países Pontuados | Países Pontuados | Países Pontuados | Países Pontuados | Países Pontuados | Países Pontuados | Países Pontuados | Países Pontuados                              | Países Pontuados | Países Pontuados | Países Pontuados | Países Pontuados | Países Pontuados |
| --------------- | ---------------- | ---------------- | -------------------- | ---------------- | ---------------- | ---------------- | ---------------- | ---------------- | ---------------- | ---------------- | ---------------- | ---------------- | --------------------------------------------- | ---------------- | ---------------- | ---------------- | ---------------- | ---------------- |
| Países Votantes | Alemanha         | França           | República da Irlanda | Espanha          | Reino Unido      | Noruega          | Portugal         | Suíça            | Malta            | Finlândia        | Áustria          | Itália           | República Socialista Federativa da Iugoslávia | Suécia           | Mónaco           | Bélgica          | Luxemburgo       | Países Baixos    |
| Alemanha        |                  | 5                | 4                    | 7                | 8                | 4                | 3                | 4                | 3                | 4                | 6                | 4                | 7                                             | 5                | 4                | 2                | 9                | 6                |
| França          | 8                |                  | 3                    | 5                | 9                | 3                | 4                | 5                | 2                | 3                | 6                | 5                | 4                                             | 3                | 3                | 3                | 8                | 6                |
| Irlanda         | 6                | 5                |                      | 5                | 6                | 6                | 7                | 6                | 4                | 3                | 6                | 3                | 5                                             | 5                | 4                | 4                | 9                | 8                |
| Estado espanhol | 9                | 2                | 4                    |                  | 2                | 5                | 7                | 5                | 2                | 6                | 6                | 2                | 8                                             | 3                | 3                | 2                | 2                | 8                |
| Reino Unido     | 5                | 9                | 4                    | 3                |                  | 4                | 4                | 4                | 6                | 5                | 3                | 3                | 5                                             | 3                | 5                | 5                | 10               | 9                |
| Noruega         | 6                | 7                | 6                    | 8                | 10               |                  | 2                | 7                | 2                | 6                | 5                | 6                | 4                                             | 5                | 6                | 2                | 8                | 8                |
| Portugal        | 6                | 2                | 4                    | 6                | 4                | 5                |                  | 2                | 2                | 4                | 5                | 7                | 5                                             | 4                | 2                | 3                | 7                | 5                |
| Suíça           | 5                | 3                | 3                    | 3                | 8                | 2                | 6                |                  | 2                | 3                | 7                | 9                | 2                                             | 2                | 2                | 3                | 6                | 6                |
| Malta           | 4                | 5                | 6                    | 4                | 2                | 5                | 5                | 4                |                  | 3                | 5                | 6                | 4                                             | 4                | 5                | 5                | 4                | 3                |
| Finlândia       | 5                | 4                | 3                    | 4                | 7                | 7                | 2                | 7                | 5                |                  | 4                | 6                | 3                                             | 5                | 5                | 4                | 6                | 9                |
| Áustria         | 5                | 2                | 4                    | 5                | 7                | 3                | 4                | 8                | 2                | 3                |                  | 6                | 3                                             | 4                | 3                | 2                | 8                | 6                |
| Itália          | 7                | 3                | 3                    | 3                | 7                | 2                | 9                | 5                | 2                | 3                | 6                |                  | 2                                             | 3                | 3                | 3                | 9                | 3                |
| Iugoslávia      | 5                | 5                | 3                    | 2                | 9                | 5                | 4                | 5                | 2                | 4                | 8                | 4                |                                               | 7                | 4                | 2                | 10               | 9                |
| Suécia          | 8                | 2                | 5                    | 7                | 6                | 4                | 7                | 4                | 3                | 4                | 10               | 8                | 4                                             |                  | 3                | 2                | 8                | 6                |
| Mónaco          | 8                | 6                | 5                    | 8                | 9                | 4                | 4                | 6                | 3                | 5                | 5                | 6                | 9                                             | 5                |                  | 4                | 7                | 5                |
| Bélgica         | 7                | 7                | 4                    | 3                | 4                | 4                | 7                | 4                | 2                | 8                | 4                | 6                | 7                                             | 7                | 4                |                  | 8                | 2                |
| Luxemburgo      | 7                | 8                | 6                    | 5                | 8                | 6                | 10               | 7                | 2                | 6                | 5                | 6                | 7                                             | 5                | 4                | 6                |                  | 7                |
| Países Baixos   | 6                | 6                | 5                    | 5                | 8                | 4                | 5                | 5                | 4                | 8                | 9                | 5                | 6                                             | 5                | 5                | 3                | 9                |                  |
| Total           | 107              | 81               | 72                   | 83               | 114              | 73               | 90               | 88               | 48               | 78               | 100              | 92               | 87                                            | 75               | 65               | 55               | 128              | 106              |
| Lugar           | 3º               | 11º              | 15º                  | 10º              | 2º               | 14º              | 7º               | 8º               | 18º              | 12º              | 5º               | 6º               | 9º                                            | 13º              | 16º              | 17               | 1º               | 4º               |
| Países Votantes | Alemanha         | França           | República da Irlanda | Espanha          | Reino Unido      | Noruega          | Portugal         | Suíça            | Malta            | Finlândia        | Áustria          | Itália           | República Socialista Federativa da Iugoslávia | Suécia           | Mónaco           | Bélgica          | Luxemburgo       | Países Baixos    |
| Países Votantes | Países Pontuados |                  |                      |                  |                  |                  |                  |                  |                  |                  |                  |                  |                                               |                  |                  |                  |                  |                  |

| Países Votantes | Países Pontuados | Países Pontuados | Países Pontuados     | Países Pontuados | Países Pontuados | Países Pontuados | Países Pontuados | Países Pontuados | Países Pontuados | Países Pontuados | Países Pontuados | Países Pontuados | Países Pontuados                              | Países Pontuados | Países Pontuados | Países Pontuados | Países Pontuados | Países Pontuados |
| --------------- | ---------------- | ---------------- | -------------------- | ---------------- | ---------------- | ---------------- | ---------------- | ---------------- | ---------------- | ---------------- | ---------------- | ---------------- | --------------------------------------------- | ---------------- | ---------------- | ---------------- | ---------------- | ---------------- |
| Países Votantes | Alemanha         | França           | República da Irlanda | Espanha          | Reino Unido      | Noruega          | Portugal         | Suíça            | Malta            | Finlândia        | Áustria          | Itália           | República Socialista Federativa da Iugoslávia | Suécia           | Mónaco           | Bélgica          | Luxemburgo       | Países Baixos    |
| Alemanha        | 14               | 10               | 7                    | 17               | 23               | 13               | 14               | 15               | 9                | 10               | 18               | 12               | 16                                            | 13               | 11               | 9                | 26               | 20               |
| França          | 14               | 10               | 7                    | 17               | 23               | 13               | 14               | 15               | 9                | 10               | 18               | 12               | 16                                            | 13               | 11               | 9                | 26               | 20               |
| Irlanda         | 14               | 10               | 7                    | 17               | 23               | 13               | 14               | 15               | 9                | 10               | 18               | 12               | 16                                            | 13               | 11               | 9                | 26               | 20               |
| Estado espanhol | 20               | 18               | 14                   | 11               | 12               | 9                | 13               | 16               | 10               | 17               | 14               | 11               | 17                                            | 11               | 14               | 9                | 20               | 25               |
| Reino Unido     | 20               | 18               | 14                   | 11               | 12               | 9                | 13               | 16               | 10               | 17               | 14               | 11               | 17                                            | 11               | 14               | 9                | 20               | 25               |
| Noruega         | 20               | 18               | 14                   | 11               | 12               | 9                | 13               | 16               | 10               | 17               | 14               | 11               | 17                                            | 11               | 14               | 9                | 20               | 25               |
| Portugal        | 15               | 10               | 13                   | 13               | 14               | 12               | 11               | 6                | 4                | 10               | 17               | 22               | 11                                            | 10               | 9                | 11               | 17               | 14               |
| Suíça           | 15               | 10               | 13                   | 13               | 14               | 12               | 11               | 6                | 4                | 10               | 17               | 22               | 11                                            | 10               | 9                | 11               | 17               | 14               |
| Malta           | 15               | 10               | 13                   | 13               | 14               | 12               | 11               | 6                | 4                | 10               | 17               | 22               | 11                                            | 10               | 9                | 11               | 17               | 14               |
| Finlândia       | 17               | 9                | 10                   | 12               | 21               | 12               | 15               | 20               | 9                | 6                | 10               | 12               | 8                                             | 12               | 11               | 9                | 23               | 18               |
| Áustria         | 17               | 9                | 10                   | 12               | 21               | 12               | 15               | 20               | 9                | 6                | 10               | 12               | 8                                             | 12               | 11               | 9                | 23               | 18               |
| Itália          | 17               | 9                | 10                   | 12               | 21               | 12               | 15               | 20               | 9                | 6                | 10               | 12               | 8                                             | 12               | 11               | 9                | 23               | 18               |
| Iugoslávia      | 21               | 13               | 13                   | 17               | 24               | 13               | 15               | 15               | 8                | 13               | 23               | 18               | 13                                            | 12               | 7                | 8                | 25               | 20               |
| Suécia          | 21               | 13               | 13                   | 17               | 24               | 13               | 15               | 15               | 8                | 13               | 23               | 18               | 13                                            | 12               | 7                | 8                | 25               | 20               |
| Mónaco          | 21               | 13               | 13                   | 17               | 24               | 13               | 15               | 15               | 8                | 13               | 23               | 18               | 13                                            | 12               | 7                | 8                | 25               | 20               |
| Bélgica         | 20               | 21               | 15                   | 13               | 20               | 14               | 22               | 16               | 8                | 22               | 18               | 17               | 22                                            | 17               | 13               | 9                | 17               | 9                |
| Luxemburgo      | 20               | 21               | 15                   | 13               | 20               | 14               | 22               | 16               | 8                | 22               | 18               | 17               | 22                                            | 17               | 13               | 9                | 17               | 9                |
| Países Baixos   | 20               | 21               | 15                   | 13               | 20               | 14               | 22               | 16               | 8                | 22               | 18               | 17               | 22                                            | 17               | 13               | 9                | 17               | 9                |
| Total           | 107              | 81               | 72                   | 83               | 114              | 73               | 90               | 88               | 48               | 78               | 100              | 92               | 87                                            | 75               | 65               | 55               | 128              | 106              |
| Lugar           | 3º               | 11º              | 15º                  | 10º              | 2º               | 14º              | 7º               | 8º               | 18º              | 12º              | 5º               | 6º               | 9º                                            | 13º              | 16º              | 17               | 1º               | 4º               |
| Países Votantes | Alemanha         | França           | República da Irlanda | Espanha          | Reino Unido      | Noruega          | Portugal         | Suíça            | Malta            | Finlândia        | Áustria          | Itália           | República Socialista Federativa da Iugoslávia | Suécia           | Mónaco           | Bélgica          | Luxemburgo       | Países Baixos    |
| Países Votantes | Países Pontuados |                  |                      |                  |                  |                  |                  |                  |                  |                  |                  |                  |                                               |                  |                  |                  |                  |                  |

| Países Votantes | Países Pontuados | Países Pontuados | Países Pontuados     | Países Pontuados | Países Pontuados | Países Pontuados | Países Pontuados | Países Pontuados | Países Pontuados | Países Pontuados | Países Pontuados | Países Pontuados | Países Pontuados                              | Países Pontuados | Países Pontuados | Países Pontuados | Países Pontuados | Países Pontuados |
| --------------- | ---------------- | ---------------- | -------------------- | ---------------- | ---------------- | ---------------- | ---------------- | ---------------- | ---------------- | ---------------- | ---------------- | ---------------- | --------------------------------------------- | ---------------- | ---------------- | ---------------- | ---------------- | ---------------- |
| Países Votantes | Alemanha         | França           | República da Irlanda | Espanha          | Reino Unido      | Noruega          | Portugal         | Suíça            | Malta            | Finlândia        | Áustria          | Itália           | República Socialista Federativa da Iugoslávia | Suécia           | Mónaco           | Bélgica          | Luxemburgo       | Países Baixos    |
| Alemanha        | 14               | 10               | 7                    | 17               | 23               | 13               | 14               | 15               | 9                | 10               | 18               | 12               | 16                                            | 13               | 11               | 9                | 26               | 20               |
| França          | 14               | 10               | 7                    | 17               | 23               | 13               | 14               | 15               | 9                | 10               | 18               | 12               | 16                                            | 13               | 11               | 9                | 26               | 20               |
| Irlanda         | 14               | 10               | 7                    | 17               | 23               | 13               | 14               | 15               | 9                | 10               | 18               | 12               | 16                                            | 13               | 11               | 9                | 26               | 20               |
| Estado espanhol | 34               | 28               | 21                   | 28               | 35               | 22               | 27               | 31               | 19               | 27               | 32               | 23               | 33                                            | 24               | 25               | 18               | 46               | 45               |
| Reino Unido     | 34               | 28               | 21                   | 28               | 35               | 22               | 27               | 31               | 19               | 27               | 32               | 23               | 33                                            | 24               | 25               | 18               | 46               | 45               |
| Noruega         | 34               | 28               | 21                   | 28               | 35               | 22               | 27               | 31               | 19               | 27               | 32               | 23               | 33                                            | 24               | 25               | 18               | 46               | 45               |
| Portugal        | 49               | 38               | 34                   | 41               | 49               | 34               | 38               | 37               | 23               | 37               | 49               | 45               | 44                                            | 34               | 34               | 29               | 63               | 59               |
| Suíça           | 49               | 38               | 34                   | 41               | 49               | 34               | 38               | 37               | 23               | 37               | 49               | 45               | 44                                            | 34               | 34               | 29               | 63               | 59               |
| Malta           | 49               | 38               | 34                   | 41               | 49               | 34               | 38               | 37               | 23               | 37               | 49               | 45               | 44                                            | 34               | 34               | 29               | 63               | 59               |
| Finlândia       | 66               | 47               | 44                   | 53               | 70               | 46               | 53               | 57               | 32               | 43               | 59               | 57               | 52                                            | 46               | 45               | 38               | 86               | 77               |
| Áustria         | 66               | 47               | 44                   | 53               | 70               | 46               | 53               | 57               | 32               | 43               | 59               | 57               | 52                                            | 46               | 45               | 38               | 86               | 77               |
| Itália          | 66               | 47               | 44                   | 53               | 70               | 46               | 53               | 57               | 32               | 43               | 59               | 57               | 52                                            | 46               | 45               | 38               | 86               | 77               |
| Iugoslávia      | 87               | 60               | 57                   | 70               | 94               | 59               | 68               | 72               | 40               | 56               | 82               | 75               | 65                                            | 58               | 52               | 46               | 111              | 97               |
| Suécia          | 87               | 60               | 57                   | 70               | 94               | 59               | 68               | 72               | 40               | 56               | 82               | 75               | 65                                            | 58               | 52               | 46               | 111              | 97               |
| Mónaco          | 87               | 60               | 57                   | 70               | 94               | 59               | 68               | 72               | 40               | 56               | 82               | 75               | 65                                            | 58               | 52               | 46               | 111              | 97               |
| Bélgica         | 107              | 81               | 72                   | 83               | 114              | 73               | 90               | 88               | 48               | 78               | 100              | 92               | 87                                            | 75               | 65               | 55               | 128              | 106              |
| Luxemburgo      | 107              | 81               | 72                   | 83               | 114              | 73               | 90               | 88               | 48               | 78               | 100              | 92               | 87                                            | 75               | 65               | 55               | 128              | 106              |
| Países Baixos   | 107              | 81               | 72                   | 83               | 114              | 73               | 90               | 88               | 48               | 78               | 100              | 92               | 87                                            | 75               | 65               | 55               | 128              | 106              |
| Lugar           | 3º               | 11º              | 15º                  | 10º              | 2º               | 14º              | 7º               | 8º               | 18º              | 12º              | 5º               | 6º               | 9º                                            | 13º              | 16º              | 17               | 1º               | 4º               |
| Países Votantes | Alemanha         | França           | República da Irlanda | Espanha          | Reino Unido      | Noruega          | Portugal         | Suíça            | Malta            | Finlândia        | Áustria          | Itália           | República Socialista Federativa da Iugoslávia | Suécia           | Mónaco           | Bélgica          | Luxemburgo       | Países Baixos    |
| Países Votantes | Países Pontuados |                  |                      |                  |                  |                  |                  |                  |                  |                  |                  |                  |                                               |                  |                  |                  |                  |                  |

#### 10 pontos
Os países que receberam a pontuação perfeita de 10 pontos foram os seguintes:
| # | Países Pontuados | Países Votantes         |
| - | ---------------- | ----------------------- |
| 2 | Luxemburgo       | Jugoslávia, Reino Unido |
| 1 | Áustria          | Suécia                  |
| 1 | Portugal         | Luxemburgo              |
| 1 | Reino Unido      | Noruega                 |

### Maestros
Em baixo encontra-se a lista de maestros que conduziram a orquestra, na respectiva actuação de cada país concorrente.
| País              | Maestro              |
| ----------------- | -------------------- |
| Alemanha          | Paul Kuhn            |
| França            | Franck Pourcel       |
| Irlanda           | Colman Pearce        |
| Estado espanhol   | Augusto Algueró      |
| Reino Unido       | David Mackay         |
| Noruega           | Carsten Klouman      |
| Portugal          | Richard Hill         |
| Suíça             | Jean-Pierre Festi    |
| Finlândia         | Ossi Runne           |
| Malta             | Charles Camilleri    |
| Áustria           | Erich Kleinschuster  |
| Itália            | Gianfranco Reverberi |
| Iugoslávia        | Nikica Kalogjera     |
| Suécia            | Mats Olsson          |
| Mónaco            | Raymond Bernard      |
| Bélgica           | Henri Segers         |
| Luxemburgo        | Klaus Munro          |
| Países Baixos     | Harry van Hoof       |
| Maestro anfitrião | Malcolm Lockyer      |

## Artistas repetentes
Em 1972, os repetentes foram:
| País (1972) | Foto | Artista         | Ano Anterior | País Representado | Canção             | Tradução           | Pontuação | Classificação |
| ----------- | ---- | --------------- | ------------ | ----------------- | ------------------ | ------------------ | --------- | ------------- |
| Iugoslávia  |      | Tereza Kesovija | ESC 1966     | Mónaco            | "Bien plus fort"   | Bem mais forte     | 0         | 17º           |
| Luxemburgo  |      | Vicky Leandros  | ESC 1967     | Luxemburgo        | "L'amour est bleu" | O amor é azul      | 17        | 4º            |
| Portugal    |      | Carlos Mendes   | ESC 1968     | Portugal          | "Verão"            | Verão              | 5         | 11º           |
| Suécia      |      | Family Four     | ESC 1971     | Suécia            | "Vita vidder"      | Horizontes brancos | 91        | 5º            |

## Transmissão do Festival

### Países participantes
| País          | Canal                    | Comentador(es)       | Jurados                                |
| ------------- | ------------------------ | -------------------- | -------------------------------------- |
| Alemanha      | ARD Deutsches Fernsehen  | Hanns Verres         | TBC                                    |
| Alemanha      | Deutschlandfunk/Bayern 2 | Wolf Mittler         | TBC                                    |
| França        | Première Chaîne ORTF     | Pierre Tchernia      | TBC                                    |
| França        | TBC                      | TBC                  | TBC                                    |
| Irlanda       | RTÉ Television           | Mike Murphy          | TBC                                    |
| Irlanda       | Radio Éireann            | Kevin Roche          | TBC                                    |
| Espanha       | TVE1                     | Julio Rico           | Emma Cohen e Luis María Ansón          |
| Espanha       | Primer Programa RNE      | Miguel de los Santos | Emma Cohen e Luis María Ansón          |
| Reino Unido   | BBC1                     | Tom Fleming          | Doreen Samuels e Robert Bruce Walker   |
| Reino Unido   | BBC Radio 1              | Pete Murray          | Doreen Samuels e Robert Bruce Walker   |
| Reino Unido   | British Forces Radio     | Terry James          | Doreen Samuels e Robert Bruce Walker   |
| Noruega       | NRK                      | Roald Øyen           | Rachel Nord e Signe Abusdal            |
| Noruega       | NRK P1                   | Erik Heyerdahl       | Rachel Nord e Signe Abusdal            |
| Portugal      | I Programa               | Henrique Mendes      | Pedro Sousa Macedo e Maria João Aguiar |
| Portugal      | Amadeu Meireles          | RDP Antena 1         | Pedro Sousa Macedo e Maria João Aguiar |
| Suíça         | TV DRS                   | Theodor Haller       | TBC                                    |
| Suíça         | TSR                      | Georges Hardy        | TBC                                    |
| Suíça         | TSI                      | Giovanni Bertini     | TBC                                    |
| Suíça         | TBC                      | TBC                  | TBC                                    |
| Malta         | MTV                      | Norman Hamilton      | Mary Rose Mallia e Joe Zerafa          |
| Malta         | TBC                      | TBC                  | Mary Rose Mallia e Joe Zerafa          |
| Finlândia     | YLE TV1                  | Heikki Seppälä       | Merita Merikoski e Åke Granholm        |
| Finlândia     | Yleisohjelma             | Erkki Melakoski      | Merita Merikoski e Åke Granholm        |
| Áustria       | FS2                      | Ernst Grissemann     | TBC                                    |
| Áustria       | Hitradio Ö3              | Hubert Gaisbauer     | TBC                                    |
| Itália        | Programma Nazionale      | Renato Tagliani      | TBC                                    |
| Itália        | Secondo Programma Radio  | Renato Tagliani      | TBC                                    |
| Iugoslávia    | Televizija Beograd       | Milovan Ilić         | Vera Zlokovic e Veljko Bakasun         |
| Iugoslávia    | Televizija Zagreb        | Oliver Mlakar        | Vera Zlokovic e Veljko Bakasun         |
| Iugoslávia    | Televizija Ljubljana     | Tomaž Terček         | Vera Zlokovic e Veljko Bakasun         |
| Iugoslávia    | TBC                      | TBC                  | Vera Zlokovic e Veljko Bakasun         |
| Suécia        | SR TV1                   | Bo Billtén           | Titti Sjöblom e Arne Domnérus          |
| Suécia        | SR P3                    | Björn Bjelfvenstam   | Titti Sjöblom e Arne Domnérus          |
| Mónaco        | Télé Monte Carlo         | Pierre Tchernia      | TBC                                    |
| Mónaco        | TBC                      | TBC                  | TBC                                    |
| Bélgica       | RTB                      | Arlette Vincent      | TBC                                    |
| Bélgica       | BRT                      | Herman Verelst       | TBC                                    |
| Bélgica       | BRT Radio 1              | Nand Baert           | TBC                                    |
| Bélgica       | RTB La Première          | André Hagon          | TBC                                    |
| Luxemburgo    | Télé-Luxembourg          | Jacques Navadic      | TBC                                    |
| Luxemburgo    | RTL Radio                | Camillo Felgen       | TBC                                    |
| Países Baixos | Nederland 1              | Pim Jacobs           | Jennifer Baljet e Cornelis Wagter      |
| Países Baixos | TBC                      | TBC                  | Jennifer Baljet e Cornelis Wagter      |

### Países não participantes
| País      | Canal   | Comentador(es)   |
| --------- | ------- | ---------------- |
| Brasil    | TBC     | TBC              |
| Filipinas | ABS-CBN | Sem comentador   |
| Grécia    | EIRT    | Mako Georgiadou  |
| Islândia  | RÚV     | Björn Mattíhason |
| Israel    | TBC     | Sem comentador   |
| Hong Kong | TBC     | TBC              |
| Japão     | TBC     | TBC              |
| Taiwan    | TBC     | TBC              |
| Tailândia | TBC     | TBC              |